# ファミコン3Dシステム
ファミコン3Dシステム（ファミコンスリーディーシステム）は、任天堂から1987年10月21日に発売されたファミリーコンピュータの周辺機器。小売価格6,000円。

## 概要
スコープとアダプタから構成される。専用のアダプタをファミコン本体の拡張端子に差し、スコープの端子をアダプタに差しこんで使用する。アダプタには拡張端子のメスも備わっており、ジョイスティックなどとの併用も可能。シャープからもツインファミコン用の3Dシステムが発売された。
当時VHDやセガ・マークIIIの機器として用意された3Dシステムとほぼ同等品である。テレビ画面で左右独立した映像が交互に高速で切り替えながら表示され、画面と連動して左右の液晶シャッターが開閉する眼鏡の形状をしたスコープを通じて、視差を利用した「液晶シャッター方式」による立体視を可能とした。
対応のテレビは不要で通常のテレビがそのまま使用できたが、チラツキが目立つこと、周辺機器としては高価なこと、スコープをかけていないと映像が二重に見えるだけなので大勢でのゲームプレイには向かなかったこと（複数個接続できたため、人数分用意すれば複数人での使用も可能ではあった）、ハード的な制約もあり、前述の点滅速度・周期が遅く目に負担がかかることなどの難点があった。売り上げは伸び悩み、ソフトのリリースは1年ほどで途絶え、対応ソフトも7本で終わった。

## 対応ソフト
- アタックアニマル学園
- コズミックイプシロン
- JJ
- ハイウェイスター
- ファミコングランプリII 3Dホットラリー
- ファルシオン
- 風雲少林拳 暗黒の魔王

## X68000への流用
シャープから発売されていたパソコン「X68000」シリーズ（一部除く）に装備されていた立体視端子（STEREOSCOPIC端子）に、当機器を接続して3Dを体験することが出来た。
ただし、当機器とX68000の端子はコネクタの形状が異なるため、サードパーティーメーカーの満開製作所が発売した変換アダプタセットの利用、もしくは電波新聞社発行のパソコン雑誌に掲載されていた回路図を元に変換機器を自作し接続する必要があった。
対応ソフトとして発売されたものは、電波新聞社から発売されたセガの『ファンタジーゾーン』だけであるが、満開製作所が発行していたディスクマガジンにて、他のゲームでも3D化するパッチが配布されており、他何種類かのゲームにおいても擬似的に3Dを体験することができた。